# Petits moments choisis
 (février 2017).
Si vous disposez d'ouvrages ou d'articles de référence ou si vous connaissez des sites web de qualité traitant du thème abordé ici, merci de compléter l'article en donnant les références utiles à sa vérifiabilité et en les liant à la section « Notes et références ».
Albums de Véronique Sanson
Olympia 2005
(2005) Plusieurs lunes
(2010)
Petits moments choisis est une compilation (3 CD) de la chanteuse Véronique Sanson sortie en 2007.

## Titres
| 1.  | Le Feu du ciel                                           | premier 45T, 1969                  | 3:54 |
| 2.  | Besoin de personne                                       | Amoureuse, 1972                    | 2:46 |
| 3.  | Bahia                                                    | Amoureuse, 1972                    | 2:09 |
| 4.  | Birds of Summer (Dis-lui de revenir)                     | Amoureuse paru en Angleterre, 1973 |      |
| 5.  | Comme je l'imagine                                       | De l'autre côté de mon rêve, 1972  | 2:57 |
| 6.  | De l'autre côté de mon rêve                              | De l'autre côté de mon rêve, 1972  | 1:51 |
| 7.  | Chanson sur ma drôle de vie                              | De l'autre côté de mon rêve, 1972  | 2:38 |
| 8.  | Alia Soûza                                               | Le Maudit, 1974                    | 2:50 |
| 9.  | Le Maudit                                                | Le Maudit, 1974                    | 4:16 |
| 10. | Bouddha                                                  | Le Maudit, 1974                    | 4:58 |
| 11. | Vancouver                                                | Vancouver, 1976                    | 4:05 |
| 12. | When We're Together                                      | Vancouver, 1976                    | 2:54 |
| 13. | Redoutable                                               | Vancouver, 1976                    | 2:50 |
| 14. | Étrange Comédie                                          | Vancouver, 1976                    | 3:59 |
| 15. | Sad Limousine                                            | Vancouver, 1976                    | 3:49 |
| 16. | Bernard's Song                                           | Hollywood, 1977                    | 6:23 |
| 17. | Féminin                                                  | Hollywood, 1977                    | 3:02 |
| 18. | Les Délires d'Hollywood                                  | Hollywood, 1977                    | 1:15 |
| 19. | Ma révérence                                             | 7ème, 1979                         | 3:13 |
| 20. | Mi-maître, mi-esclave                                    | 7ème, 1979                         | 5:14 |
| 21. | Doux dehors, fou dedans                                  | Laisse-la vivre, 1981              | 5:07 |
| 22. | Je serai là                                              | Laisse-la vivre, 1981              | 3:28 |
| 23. | Panne de cœur (maquette enregistrée sur acétate en 1969) |                                    | 1:20 |
| 24. | Louis (maquette enregistrée en 1971)                     |                                    | 1:52 |

| 1.  | Allah                                                                             | Single Allah, 1988                       | 3:53 |
| 2.  | Marie                                                                             | Moi le venin, 1988                       | 4:10 |
| 3.  | Mortelles Pensées                                                                 | Moi le venin, 1988                       | 4:02 |
| 4.  | Entre elle et moi (duo avec Catherine Lara)                                       | Sand et les romantiques de C. Lara, 1991 | 4:35 |
| 5.  | Sans regrets                                                                      | Sans regrets, 1992                       | 5:17 |
| 6.  | Louise                                                                            | Sans regrets, 1992                       | 5:36 |
| 7.  | Rien que de l'eau                                                                 | Sans regrets, 1992                       | 4:29 |
| 8.  | Les Hommes                                                                        | Sans regrets, 1992                       | 4:47 |
| 9.  | Visiteur et Voyageur                                                              | Sans regrets, 1992                       | 4:25 |
| 10. | Mélancolie (duo avec Yves Duteil)                                                 | Entre elles et moi d'Y. Duteil, 1994     | 2:42 |
| 11. | J'ai l'honneur d'être une fille                                                   | Indestructible, 1998                     | 4:01 |
| 12. | Je me suis tellement manquée                                                      | Indestructible, 1998                     | 3:46 |
| 13. | Ça vous dérange                                                                   | Les Moments importants, 2001             | 4:01 |
| 14. | Vue sur la mer                                                                    | Longue Distance, 2004                    | 4:08 |
| 15. | La Douceur du danger                                                              | Longue Distance, 2004                    | 2:42 |
| 16. | Longue Distance                                                                   | Longue Distance, 2004                    | 3:15 |
| 17. | Le temps est assassin (1re version inédite promo enregistrée en 1983)             |                                          | 5:16 |
| 18. | Un peu d'air pur et hop (duo avec Clémentine Célarié, nouvel enregistrement 2007) |                                          | 5:58 |

| 1.  | Véronique                                                 | live Au Palais des sports, 1981  | 3:36 |
| 2.  | Monsieur Dupont                                           | live Au Palais des sports, 1981  | 5:19 |
| 3.  | Toute une vie sans te voir                                | live Au Palais des sports, 1981  | 3:40 |
| 4.  | Ainsi s'en va la vie                                      | live L'Olympia 1985, 1986        | 7:37 |
| 5.  | Tout va bien                                              | live L'Olympia 1985, 1986        | 1:47 |
| 6.  | Salsa                                                     | live L'Olympia 1985, 1986        | 4:41 |
| 7.  | Celui qui n'essaie pas (ne se trompe qu'une seule fois)   | live L'Olympia 1985, 1986        | 5:15 |
| 8.  | Je les hais                                               | live À l'Olympia 89, 1989        | 4:02 |
| 9.  | Full Tilt Frog                                            | live À l'Olympia 89, 1989        | 2:42 |
| 10. | Christopher                                               | live Symphonique Sanson, 1990    | 3:55 |
| 11. | Pour celle que j'aime                                     | live Symphonique Sanson, 1990    | 3:19 |
| 12. | L'Amour qui bat                                           | live Symphonique Sanson, 1990    | 3:48 |
| 13. | Toi et moi                                                | live Zénith 93, 1993             | 3:58 |
| 14. | Les Délices d'Hollywood                                   | live Zénith 93, 1993             | 5:43 |
| 15. | Une nuit sur son épaule (duo avec Marc Lavoine)           | live Comme ils l'imaginent, 1995 | 3:36 |
| 16. | On m'attend là-bas (duo avec Paul Personne)               | live Comme ils l'imaginent, 1995 | 6:40 |
| 17. | L'Irréparable (version live inédite, Cergy Pontoise 1982) |                                  | 2:45 |
| 18. | C'est le moment (version live inédite, Nice 1984)         |                                  | 2:46 |
| 19. | Amoureuse (version live inédite, Toulouse 1998)           |                                  | 3:52 |